# Cycle chinois de Victor Segalen
 (mai 2019).
- Si vous ne connaissez pas le sujet, laissez ce bandeau (vous pouvez alors contacter les auteurs).
- Si vous supprimez le contenu mis en cause (vous pouvez préalablement contacter les auteurs),

argumentez précisément cette suppression dans la page de discussion
(un manque de référence n'est pas un argument ; une recherche réelle de référence doit avoir été effectuée, être formellement documentée).
 (mai 2019).
Le cycle chinois de Victor Segalen fait partie du Cycle chinois, cycle archéologique et sinologique, ou second tome des Œuvres complètes de Victor Segalen, publiées à titre posthume en 1995 dans la collection Bouquins, sous la direction d'Henry Bouillier. Il rassemble les œuvres suivantes : Stèles, Peintures, Équipée, Le Fils du Ciel, René Leys, Odes, Thibet, Le Combat pour le Sol, Lettres X et Sites. Le Cycle chinois correspond aux travaux écrits par Victor Segalen pendant ses voyages en Chine ou qui s'inspirent de la culture chinoise.
Cet article se concentre sur les recueils de poésie du cycle chinois, et s'appuie majoritairement sur les travaux d'Henry Bouillier, de Marie Dollé et de François Cheng pour présenter les thèmes récurrents de l'œuvre de Victor Segalen.

## Problème de définition de la poésie chez Segalen
Définir ce qui est un poème et ce qui n'en est pas dans le cycle chinois est très difficile. Henry Bouillier dans sa «Note sur la présente édition» présente Segalen avant tout comme un poète:
«Jusque dans ses lacunes et ses manques, ce rassemblement de texte [...] représente le panorama d'une intense vie spirituelle, celle d'un grand poète».
Effectivement des éléments rythmiques, prosodiques ou la permanence de thèmes chers à l'auteur dans toute l'œuvre permet d'affirmer une continuité de la poésie, même dans les textes qui ne prennent pas la forme de recueil (voir les travaux de Muriel Détrie à ce sujet). 
Les recueils de poésie à proprement parler, selon le critère formel, dans le cycle chinois sont Stèles, Peintures et Odes. Les deux premiers rentrent dans la catégorie des poèmes en prose, bien que la forme de Stèles soit très travaillée visuellement. Odes est une alternance de strophes en vers et de «commentaires» en proses.
Nous laisserons de côté Équipée et Fils du ciel qui sont des récits de voyages, et Sites qui présente un genre très hybride.

## Une inspiration exotique qui prend plusieurs formes

### La Chine comme inspiration
Le cycle chinois est marqué par l'influence des voyages de Segalen en Chine. Il utilise la culture asiatique comme inspiration pour le sujet de ses œuvres. Ainsi dans Stèles, Peintures et Odes sont cités des noms de personnages ou de lieux mandarins, comme «Chang-Ti!» ou «Ts'aï-yu». A cela s'ajoutent les descriptions des spécificités du paysage chinois, avec ses bâtiments ayant « Des toits griffus [qui] lancent des Palais dans les nues », ou encore des particularités vestimentaires (« ployant élégamment leurs robes à traîne poudrées » par exemple).

L'auteur s'inspire aussi de contes et chants chinois, et de la philosophie taoïste, comme l'explique François Cheng cité par Marie Dollé:
« L'hypothèse de François Cheng se montre encore une fois convaincante : autant que d'un savoir livresque, Segalen se serait imprégné d'une conception de l'espace propre à la Chine [...]. L'écriture chinoise, la peinture, et surtout la configuration des poèmes enseignent concrètement ce qu'est le Vide. »
La conception de l'espace chinoise se voit dans la mention des quatre points médians dans le recueil Stèles: le Midi, l'Orient, l'Occident, et le Nord. Dans Peintures c'est la description des scènes qui montre un arrangement spatial exotique: il n'y a pas de perspective, tous les éléments sont traités sur le même plan:
«Puis ces formes non plus naturelles : des lances à crocs, des lames, des piques, une hampe sans feuillage balançant sa touffe de poils fauves… Et ces jouets, et ces oripeaux, marchent, portés dans un balancé de marche, de droite à gauche, dans le sens, toujours, de vos yeux. »

### Le modèle chinois et les formes poétiques
Cette esthétique de « l'Autre » se voit surtout dans le choix des formes poétiques:
« Je cherche délibérément en Chine non pas des idées, non pas des sujets, mais des formes qui sont peu connues, variées et hautaines »
Peintures est une retranscription de peintures chinoises anciennes, que l'auteur a vues ou imaginées en s'inspirant de l'art impérial. Stèles tente de reproduire la forme dense et compact des tablettes de pierres dont il emprunte le nom, et Odes s'inspire de Che King, un livre de chants chinois, pour son schéma métrique et son rythme en général:
« La forme en sera un poème court, conçu sur des rythmes chinois : 5 + 7 ».
La présence de l'exotisme peut être vue comme un simple prétexte à l'élan poétique. Segalen dit lui-même « Le transfert de l’Empire de Chine à l’Empire du soi-même est constant » dans une lettre à Henry Manceron. Il interprète en effet très librement certaines traditions, comme le montre Marie Dollé:
«Pareillement, dans Stèles, [...] la direction erratique du bord du chemin,[...] reste une invention de l'auteur. Le poète interprète très librement les « cinq relations », il choisit de faire l'éloge de la jeune fille malgré la tradition qui vante l'épouse fidèle ou la veuve chaste ou insère dans l'épigraphe de la stèle « Des lointains » le caractère « mort » interdit par l'usage. Dans son étude sur Stèles, Victor Bol montre bien que si certains détails, l'« horizon carré », les « quatre espaces » se réfèrent à la conception chinoise de l'espace [...], la symbolique n'est pas respectée : Segalen attribue par exemple le rouge à l'occident et choisit un ordre, Sud-Nord, Est- Ouest conforme aux habitudes occidentales.»
Elle cite ensuite Muriel Détrie, qui montre une erreur (voulue ou non) de transcription dans Stèles: 
« Muriel Détrie remarque en particulier que la direction des « Stèles du bord du chemin » se trouve affectée d'un titre chinois qui ne correspond nullement à la traduction française : les deux caractères qui le composent [...] signifient respectivement « courbe » et « droit » : alliance de termes qui correspond parfaitement à l'esthétique de l'alternance et de la complémentarité qui gouverne Stèles, mais que le lecteur ne remarque pas. »
Selon Henry Bouillier, le poète utilise le «Divers» pour exprimer son « monde intérieur », tandis que l’influence chinoise semble essentielle à la conception poétique de Segalen pour François Cheng.

## Présence du poète dans ses énoncés
La voix poétique se fait entendre à des degrés différents dans les trois recueils.

Dans Peintures et dans Odes, la première personne du singulier est récurrente, et structure des effets d'adresse (au lecteur ou à un personnage fictif):
« Je ne mendie point des promesses : je ne veux d’autre réponse ou d’autre aide que le silence et que vos yeux. »
« Je lève à deux mains mon appel et mes caresses :

Manifestement il faut que tu m'apparaisses:»
Le «Je» d'Odes est une voix lyrique, détachée de l'auteur, tandis que celui de Peintures assume son identification à l'écrivain :

« Et je ne puis dissimuler : je vous réclame comme des aides indispensables à la substitution. Ceci n’est pas écrit pour être lu, mais entendu ».
La voix poétique est aussi présente dans Stèles, mais elle superpose l'image du poète voyageur à des figures chinoises, un ressort possible de l'exotisme (voir «l'énonciation historique» dont parle Christian Doumet). Ainsi dans Libération il y a bien une première personne, mais elle se confond avec l'image du « Prince », tout comme dans Empreinte où Segalen fait parler l'Empereur Choun.

L'énonciateur se fait alors le vecteur de la description d'une peinture, d'un élan lyrique, ou d'un conte chinois. Ce changement de la fonction de la première personne témoigne d'une volonté de renouveler sa posture, d'une manière similaire à celle qu'étudie Christian Doumet dans «Poème : la leçon du tombeau»:
«Récrivant plusieurs fois à propos d'un même lieu, Segalen l'aborde toujours d'un point de vue nouveau. L'objet peut bien être identique : il s'agira de l'approcher par une face différente — entendons, d'inventer le langage qui chaque fois le recrée et livre en lui finalement le sens d'une diversité.»

## Entre esthétique du «ramassé» et esthétique de la profusion

### Des objectifs esthétiques divergents
Christian Doumet évoque à propos de l'œuvre de Segalen « un étoilement de textes autour d'un même noyau fantasmatique, autour d'un identique mythe personnel », et ajoute dans son article:
« La conséquence de cette logique créatrice, c'est qu'aucun des projets n'entend s'aventurer dans la même direction. Récrivant plusieurs fois à propos d'un même lieu, Segalen l'aborde toujours d'un point de vue nouveau. L'objet peut bien être identique : il s'agira de l'approcher par une face différente — entendons, d'inventer le langage qui chaque fois le recrée et livre en lui finalement le sens d'une diversité. »
Cette idée est partagée par Henry Bouillier: « Chaque manière ou chaque forme renvoie à la même structure spirituelle fondamentale de l'artiste ». Le cœur des recueils, cette approche par l'Autre et le «Divers» d'une vérité enfouie, demeure, mais la langue et le texte se réinventent.

Stèles se caractérise « par sa concision et sa densité », et est appelé un « art lapidaire » par Claudel. Les poèmes cherchent à rappeler le support de la tablette de pierre: ils sont contenus dans un cadre noir sur la page et le texte est réduit à l'essentiel selon Marie Dollé. L'espace de la page se retrouve contraint, très limité, il « isole et fixe un moment du temps ». Le recueil présente aussi de nombreux parallélismes, autant visuels que syntaxiques. Pour reprendre les mots de Véronique Elfakir dans son article «Une poésie de l’indicible : l’idéogramme chez V. Segalen et H. Michaux»:
« Le texte se déplie et se dresse à la verticale tout comme celui de Peintures se déroule comme une estampe dans la plus pure tradition chinoise. » 
En effet Peintures donne l'impression de dérouler un parchemin: le texte se déploie avec des accumulations, des énumérations, et détaille les scènes exposées sans se soucier d'une contrainte spatiale. L'objectif est de recréer des «peintures magiques», des images vivaces dans l'esprit du lecteur. Le poète utilise alors l'effet de l'hypotypose pour renforcer cette impression d’authenticité:
« C’est pourquoi, tout l’arrière plan est noir ; et que, seul au milieu de ce noir, un homme, campé sur un pied, les sourcils froncés férocement, les yeux louchant, le poing armé d’un grand sabre horizontal, vise le coup qu’il doit donner. »
Les poèmes d'Odes sont, eux, des chants éphémères : « ce sont des élans temporaires et périssables », des invocations adressées au « Ciel qui ne répond jamais » pour Véronique Elfakir. Leur forme reproduit celle des chants chinois, mais est suivie d'un commentaire de l'auteur sur ses propres poèmes pour les expliciter : « le Commentaire, suivant obligé et bavard, accourt expliquer ce que le poème avait cru peu utile de développer. »

### Ponctuation et rythme
Ces différences se retrouvent dans le rythme, et plus spécifiquement dans la ponctuation des recueils. Dans Peintures on observe une esthétique de l'accumulation, de la profusion. Les descriptions se font à l'aide de phrases longues, entrecoupées de virgules ou de deux points qui servent à rajouter une information, et les chaines référentielles s’enchaînent sans rupture:
« Ce sont des flèches bien empennées, au bec acéré, avec des pattes rouges et fines : ce sont des flèches bien chevauchées : chacune emporte un de ces vieillards au front bossu, aux joues roses sur une barbe de craie, aux robes onduleuses déferlant dans le sillage ; et chaque vieux et sa monture ne font qu’un : lui, volant par ses ailes ; elle, conduite d’un trait de sa pensée. »
Les Stèles, elles, montrent un «désir d'inscrire visuellement le rythme dans la page» selon Catherine Rannoux dans « Remarques sur la ponctuation de Stèles de Victor Segalen ». Les poèmes contiennent beaucoup de points virgules et de deux points: 
« Le point-virgule joue alors le rôle d'un marqueur de symétrie, il dessine une relance du discours qui se fait sur le même mode que l'élément qui l'a précédé. [...] À la symétrie marquée par le point-virgule, les deux-points opposent la fracture de renonciation, qui se fait souvent l'instrument d'une formulation lapidaire. » comme dans l'exemple suivant: « Pour lui complaire je tendrai mon âme usée : déchirée, elle crissera sous ses doigts. »
Les poèmes sont alors une alternance de retours symétriques, qui rendent le texte dense, et de ruptures (aussi marquées par l'usage du tiret simple), formant un « balancement », comme l'évoque Jean-François Louette: Segalen emploie ici « une esquisse de vers souple ; tout le reste de son effort est pour durcir le poème de prose en stèle ; le soubresaut, qui chez lui est de la conscience affrontée au choc du Divers, il convient d'en préserver la dureté : par l'encadrement [...] ; par un travail stylistique de concentration, très sensible à voir les manuscrits ; mais aussi par le balancement. »
Enfin Odes est un recueil en deux temps: d'un côté les quatre quatrains avec des rythmes binaires ou ternaires, une prosodie régulière et trois vers sur quatre qui riment, et de l'autre un commentaire en prose très variable dans sa ponctuation. A la forme poétique assez classique des strophes vient s'ajouter un usage original des tirets et des points de suspension. Dans «Élégie sur le Royaume Tchong», à chaque distique revient comme un refrain une pause marquée par des points de suspension ou un tiret, suivie de « oh!... ». Cette interjection figure la plainte élégiaque, comme l'explique le commentaire suivant, et rend plus visuel le rythme du chant. Dans d'autres odes, le tiret simple est utilisé pour marquer une pause dans la lecture. Odes a également un schéma de retours cycliques: «Prière au Ciel sur l'Esplanade Nue», l'ode la plus longue et la dernière du recueil, commence par « Chang-ti! si pourtant cela était que tu fusses » et finit par « Véritablement il a été que tu fusses [...] ».

## L’indicible et les contournements de la langue pour se rapprocher de lui
Les formes poétiques sont très diverses, mais elles veulent toutes effleurer ce qui ne peut pas être dit, tout comme le narrateur de René Leys veut pénétrer dans la Cité Interdite, selon Henry Bouillier. Philippe Postel, dans « La notion d’inachevé dans les écrits esthétiques de Victor Segalen » distingue un « inachevé volontaire, conscient, nécessaire, que Segalen perçoit en tant que critique dans les œuvres d’art chinoises et qu’il ménage à son tour en tant qu’écrivain dans ses propres œuvres ». Cet inachèvement permet de garder l'œuvre vivante, de laisser la place à une interaction entre le texte et le lecteur.
La notion d'indicible est aussi visible par l'usage du vide et de l'absence dans les trois recueils.  

### La notion d'absence dansStèles
Le recueil Stèles comporte un poème nommé « Éloge et pouvoir de l'absence », qui chante l'immortalité de ce qui ne peut être vu. Marie Dollé paraphrase François Cheng ici : « [Il] voit dans la langue de Stèles une tentative d'introduire le Vide dans le langage à la manière des poètes chinois. Ces derniers recourent à des procédés comme le parallélisme, la juxtaposition des métaphores. », et elle ajoute: 
« Il est frappant de constater en effet que la stèle du Milieu, la plus importante, [...] se trouve caractérisée [...] par le vide. Les figures de l'inversion d'abord, puis celles de la négation dominent la dernière direction. La Cité violette, paradoxalement « souterraine et supérieure » demeure interdite, inaccessible, « je ne la décris pas/je ne la livre pas/j'y accède par des voies inconnues » ; le Nom véritable reste caché et le poète prononce l'éloge du pouvoir de l'absence ».
Christian Doumet rejoint cette idée fondamentale du vide en poésie dans Stèles avec l'analyse de « L'Édit funéraire »: 
« Et peut-être que l'ultime sens d'« Édit funéraire » est là. Dans cette mystérieuse vérité qui conduit l'écriture de Stèles: que pour être ce qu'elle est, elle doit d'abord passer par ce qu'elle nie (la mort, par exemple). Doit se priver d'être, creuser en elle le lieu de l'être, pour advenir pleinement. Vérité [...]  de l'empereur de Segalen : « II passe des jours et des nuits dans le silence. C'est la parole, cela » ».

### Peintureset le support imaginaire
Ce « creux » central est moins visible dans Peintures, mais l'absence de véritables peintures, la création autour du vide par le poète, peut en tenir lieu. Segalen dit lui-même : 
« Et si même on ne découvrait point d’images vraiment peintes là-dessous… tant mieux, les mots feraient image, plus librement ! ».

### LesOdeset l'Indicible
Enfin les Odes se présentent comme le surgissement éphémère de l'indicible pour le poète: 
« ni battements, ni tablatures, ni mètres officiels, ne contiennent l'indicible qui exige alors d'être dit : l'Ode naît. Mais, à peine. Elle est disparue, laissant un vide ». 
Segalen décrit cette idée à Jean Lartigue dans une lettre : 
« l’idéal de la poésie restera une intuition inexprimable qui s’accumule en silence et se fait voir sans qu’aucun mot ne soit prononcé... ».
L'idéogramme qui ouvre Odes et les signes calligraphiés qui ornent les Stèles sont pour Véronique Elfakir « le symbole de l'indicible même » :  
« L’écriture calligraphique est ce qui vient border le texte d’un halo de mystère et d’une certaine façon l’annule en ruinant toute velléité de certitude. En inscrivant au cœur même du poème des fragments d’illisibilité, il participe à ce processus de déconstruction du sens ou d’effacement de la représentation si caractéristique de l’œuvre poétique de Segalen ». 